# The Vamps
I The Vamps sono un gruppo pop rock britannico composto da Bradley Simpson (voce e chitarra), James McVey (chitarra), Connor Ball (basso) e Tristan Evans (batteria). Il gruppo si è formato nel 2012 e ha firmato un contratto discografico con la Mercury Records nel novembre dello stesso anno. I The Vamps hanno fatto da spalla ai McFly nel loro Memory Lane Tour nella prima parte del 2013. Si sono anche esibiti in diversi eventi in tutto il Regno Unito e hanno supportato altre band, come gli R5, i The Wanted e le Little Mix, e cantanti come Selena Gomez, Taylor Swift, Martina Stoessel e Austin Mahone.
Nel 2015 i The Vamps hanno lanciato la propria etichetta discografica, lavorando in partnership con l'EMI e l'Universal. Sotto contratto hanno già due gruppi: i The Tide e i New Hope Club.

## Storia

### Gli inizi (2011-2012)
Il gruppo nasce in Inghilterra nel 2012. Il desiderio di James McVey, il chitarrista del gruppo (già gestito da Richard Rashman e Joe O'Neill della Prestige Management), che voleva formare una band, lo portò nel 2011 a scoprire su YouTube Bradley Simpson, che sarebbe poi diventato il cantante del gruppo. Nel 2012 Bradley e James hanno contattato Tristan Evans tramite Facebook, chiedendogli di diventare il batterista della band e a metà dello stesso anno hanno iniziato a pubblicare alcune cover su YouTube. I tre hanno poi conosciuto Connor Ball, l'ultimo membro che è entrato a far parte dei The Vamps come bassista, dopo richiesta da parte degli altri ragazzi che lo avevano notato per alcuni suoi video su YouTube.

### Meet The Vamps(2013-2014)
Il 22 luglio 2013 i The Vamps hanno pubblicato su YouTube la prima canzone del gruppo, Wild Heart, e successivamente, il 6 agosto, anche il video ufficiale del loro singolo di debutto, Can We Dance, che ha ricevuto oltre 1 milione di visualizzazioni in due settimane e ha debuttato alla posizione numero 2 della Official Singles Chart, alle spalle dei OneRepublic che, con il loro singolo Counting Stars, hanno mantenuto la prima posizione con 1250 copie di differenza. Il 22 novembre hanno annunciato il loro secondo singolo, Wild Heart, il cui video ufficiale è stato pubblicato il 19 gennaio 2014. Il singolo ha debuttato alla terza posizione della Official Singles Chart. Viene pubblicata anche una seconda versione di Wild Heart in duetto con Pixie Lott.
Il 13 marzo 2014 i The Vamps hanno annunciato che il loro album di debutto sarebbe uscito il 14 aprile. Qualche giorno dopo, il 22 marzo, ne è stato rivelato anche il titolo, Meet The Vamps. Il 6 aprile 2014, hanno pubblicato il video ufficiale di Last Night, il terzo singolo estratto dall'album. Il 17 aprile Meet The Vamps ha debuttato alla numero due della Irish Albums Chart e alla numero uno della Official Albums Chart.
Il 14 maggio 2014 il gruppo è apparso in un cameo nella serie televisiva inglese Hollyoaks e, per l'occasione, era stato anche pubblicato un trailer su YouTube per la puntata che ha visto la partecipazione dei The Vamps. Il 18 maggio 2014 nella radio inglese Capital FM è stato trasmesso per la prima volta il nuovo singolo Somebody to You, in duetto con Demi Lovato e il 9 giugno è stato pubblicato il video ufficiale.
Il 14 luglio 2014 i The Vamps hanno annunciato che stavano girando un video in Spagna per il loro quinto singolo, Oh Cecilia (Breaking My Heart) e l'8 settembre hanno pubblicato il video ufficiale, in collaborazione con Shawn Mendes.
Il 5 settembre 2014 hanno annunciato l'uscita di un nuovo inedito, Hurricane, la colonna sonora del film Disney Una fantastica e incredibile giornata da dimenticare e il 13 settembre hanno pubblicato il video ufficiale.
Il 1º dicembre 2014 hanno pubblicato Meet The Vamps Christmas Edition e Meet The Vamps Live, il DVD del tour girato a Birmingham il 5 ottobre.

### Wake Up(2015)
Il 15 settembre i The Vamps annunciano il loro nuovo singolo, Wake Up, pubblicato poi il 2 ottobre 2015; il 27 novembre dello stesso anno esce il loro secondo album in studio, Wake Up.
Nel gennaio 2016 cominciano il tour chiamato Wake Up World Tour.
Il secondo singolo dell’album è Rest Your Love, pubblicato lo stesso giorno dell’album.
Il 1 aprile 2016 esce il terzo e ultimo singolo dell’album, I Found a Girl, con una nuova versione featuring il rapper giamaicano Omi.
Nel gennaio 2016 i The Vamps pubblicano anche “Kung Fu Fighting”, accompagnata dal video musicale, per il film d’animazione Kung Fu Panda 3.
E il 16 agosto 2016 i The Vamps partecipano alla canzone Beliya, di Vishal Dadlani & Shekar Ravjiani.

### Night & Day(2017-2018)
Il 7 ottobre 2016 i The Vamps annunciano, tramite un video in diretta su Facebook, che il loro primo singolo del terzo album in studio sarebbe stato pubblicato il 14 ottobre 2016, con un’esclusiva programmazione su Capitol FM il giorno precedente.
Lo stesso giorno la band posta sui propri social, indizi sul nome della canzone e frasi tratte dal testo.
Viene anche annunciato che l’album sarebbe uscito nell’estate del 2017.
Il 12 ottobre 2016, in un nuovo video in diretta, la band annuncia che il singolo si sarebbe chiamato All Night e che sarebbe stata una collaborazione con il DJ norvegese Matoma.
Lo stile segue quello della hit Wake Up, singolo dell’album del 2015 Wake Up.
Il 20 Ottobre 2016 esce anche la loro biografia, The Vamps: Our Story 100% Official, annunciata qualche mese prima.
Il 21 aprile 2017 viene annunciato il secondo singolo dell’album, Middle of the Night, collaborazione con il DJ danese Martin Jensen, pubblicato poi il 28 Aprile 2017; lo stesso giorno in cui comincia il loro Middle of the Night Tour.
Durante il primo concerto viene annunciato il nome del terzo album in studio, ovvero Night & Day, che sarebbe uscito in due parti.
Il 19 maggio dello stesso anno il DJ svedese Mike Perry pubblica Hands, una collaborazione con i The Vamps e la cantante americana Sabrina Carpenter, inclusa nell’album.
La prima parte, Night & Day (Night Edition), viene pubblicata il 14 luglio 2017.
L'8 settembre 2017 il DJ norvegese Matoma pubblica Staying Up, una collaborazione con i The Vamps.
Il 13 ottobre 2017 la band pubblica il singolo Personal featuring con la cantante americana Maggie Lindemann, incluso nella seconda parte dell'album.
Il 20 aprile 2018 la band pubblica Hair Too Long e il 9 luglio dello stesso anno pubblica Just My Type.
Il 13 luglio 2018 viene pubblicata la seconda parte dell'album, la Night & Day (Day Edition).

### Missing You EP, Cherry Blossom(2019-2022)
Il 19 aprile 2019 viene pubblicato un EP contenente 4 canzoni: Missing You, Right Now (featuting il duo rapper britannico Krept x Konan), Waves e All The Lies (featuring il DJ brasiliano Alok e il DJ tedesco Felix Jaehn). Il 30 luglio 2020 la band pubblica il singolo Married In Vegas e annuncia il nuovo album Cherry Blossom, pubblicato il successivo 16 ottobre.
La band ha celebrato i suoi dieci anni di musica nel 2022 con l'uscita di una fanzine intitolata Ten Years Of The Vamps prodotta in collaborazione tra fans e membri della band, cui è seguito il tour inglese di 11 date 10 Years Of The Vamps - The Greatest Hits a novembre e dicembre 2022.

## Formazione
- Bradley Will Simpson (28 luglio 1995) proviene da Sutton Coldfield, West Midland. È il cantante e chitarrista della band, suona anche il piano, la batteria e l'ukulele. Bradley ha incontrato James McVey attraverso YouTube nel 2011 e da allora hanno lavorato al loro album di debutto.
- James Daniel McVey (30 aprile 1993) proviene da Bournemouth, Dorset. È il chitarrista e fondatore della band, e prima che si formasse la band aveva già una piccola carriera e una pagina su iTunes. James ha incontrato Bradley Simpson attraverso YouTube nel 2011 e da allora hanno lavorato al loro album di debutto.
- Connor Samuel John Ball (15 marzo 1996, Aberdeen, Scozia) proviene da Hatton, Warwickshire. È il bassista della band. È stato l'ultimo ad unirsi al gruppo nel 2013.
- Tristan Oliver Vance Evans (15 agosto 1993) proviene da Exeter, Devon. È il batterista della band, ma sa suonare anche la chitarra. Tristan agisce anche come produttore, soprattutto nelle loro cover. Nel 2010, due anni prima di entrare nella band, ha ricevuto il premio “Best Young Drummer of the Year”.

## Discografia

### Album in studio
- 2014 – Meet The Vamps
- 2015 – Wake Up
- 2017-2018 – Night & Day
- 2019 - Missing You EP
- 2020 - Cherry Blossom

### Singoli
- 2013 – Can We Dance
- 2014 – Wild Heart
- 2014 – Last Night
- 2014 – Somebody to You (feat. Demi Lovato)
- 2014 – Oh Cecilia (Breaking My Heart) (feat. Shawn Mendes)
- 2015 – Wake Up
- 2015 – Rest Your Love
- 2016 – I Found A Girl (feat. Omi)
- 2016 – All Night (feat. Matoma)
- 2017 – Middle Of The Night (feat. Martin Jensen)
- 2017 - Staying Up (feat. Matoma)
- 2017 - Personal (feat. Maggie Lindemann)
- 2018 - Hair Too Long
- 2018 - Just My Type
- 2020 - Married In Vegas
- 2020 - Better

## Tournée
I The Vamps hanno aperto i concerti dei McFly nei mesi di aprile e maggio 2013 e quelli di Selena Gomez a Londra, il 7 e l'8 settembre dello stesso anno. Inoltre hanno sostenuto Taylor Swift nelle cinque tappe del Red Tour nel Regno Unito dall'1 all'11 febbraio 2014, come artisti partecipanti, prendendo il posto di Ed Sheeran che ha sostenuto la cantante statunitense nelle tappe di Stati Uniti e Canada. Dal 12 marzo al 1º aprile hanno aperto i concerti dei The Wanted nel Regno Unito e in Irlanda. Si sono inoltre esibiti durante una delle tappe inglesi del Louder World Tour degli R5. Dal 25 luglio al 21 agosto 2014 la band ha aperto i concerti di Austin Mahone in tutta l'America. Dal 24 maggio all'8 giugno 2017 hanno aperto il tour europeo Glory Days delle Little Mix.
Headlining
- Meet The Vamps Tour (2014)
- Asia-Pacific Tour (2015)
- UK Arena Tour (2015)
- North American Tour (2015)
- Wake Up World Tour (2016)
- Middle Of The Night Tour (2017)
- Up Close And Personal Tour (2017)
- Night & Day World Tour (2018)
- Four Corners Tour (2019)

## Riconoscimenti
| Anno | Cerimonia                       | Categoria                    | Nomination | Risultato       |
| ---- | ------------------------------- | ---------------------------- | ---------- | --------------- |
| 2013 | 4Music Video Honours            | Your Best Breakthrough       | The Vamps  | Vincitore/trice |
| 2013 | The Hot Hits Awards             | Favourite New Artist         | The Vamps  | Vincitore/trice |
| 2013 | The Hot Hits Awards             | Best Group                   | The Vamps  | Vincitore/trice |
| 2014 | Melty Future Awards             | Prix Special International   | The Vamps  | Vincitore/trice |
| 2014 | Mtv Brand New                   | Brand New                    | The Vamps  | Vincitore/trice |
| 2014 | Nickelodeon Kids' Choice Awards | Uk Favourite Breakthrough    | The Vamps  | Vincitore/trice |
| 2014 | Radio Disney Music Awards       | The Freshest-Best New Artist | The Vamps  | Candidato/a     |

| Anno | Cerimonia                 | Categoria                      | Nomination | Risultato   |
| ---- | ------------------------- | ------------------------------ | ---------- | ----------- |
| 2015 | Radio Disney Music Awards | The Best Musical Collaboration | The Vamps  | Candidato/a |

## Curiosità
- Nel 2014 esce un DVD chiamato Story Of The Vamps, in cui raccontano come è nata la loro band, disponibile però solo in UK.
- Nel 2014 hanno partecipato come ospiti alla seconda stagione di The Voice of Italy accompagnando Suor Cristina nell'esecuzione del brano Livin' On A Prayer.
- Nel 2014 hanno realizzato un brano musicale chiamato Hurricane per il film Una fantastica e incredibile giornata da dimenticare e il video ufficiale della canzone è stato girato insieme all'attrice Bella Thorne.
- Sempre nel 2014 esce un altro DVD chiamato Meet The Vamps Live in Concert, il concerto live del loro primo headline tour, disponibile però solo in UK.
- L'1 Dicembre 2014 la boy band britannica Union J pubblica un featuring con i The Vamps della loro canzone You Got It All.
- Nel 2015 il gruppo appare in un episodio della serie televisiva Jessie con il loro singolo Can we dance.
- Nel 2015 esce un DVD chiamato Wake Up: On tour with The Vamps, in cui mostrano la loro vita in tour, disponibile però solo in UK.
- Sempre nel 2015 il gruppo appare nell'ultimo episodio della seconda stagione della serie televisiva Alex & Co con il loro singolo Wake up.
- Il 31 ottobre 2015 hanno partecipato al programma TV italiano Tim Music Live a casa tua, andando a casa di una fan italiana.
- In The Sims 4: Usciamo insieme! appare Wake Up cantata dalla band stessa in Simlish.
- La band ha anche realizzato una loro versione del brano Kung Fu Fighting per il film Kung Fu Panda 3 nel 2016.
- Il 17 Agosto 2016 viene pubblicata la canzone Beliya in collaborazione con il duo indiano Vishal Shekhar.
- Il 20 Ottobre 2016 la band ha pubblicato la loro autobiografia intitolata The Vamps: Our Story: 100% Official. È possibile comperare la versione italiana del libro.
- Nel 2016 Brad Simpson ha partecipato al programma televisivo Celebrity First Dates.
- Il 15 Giugno 2017 la cantante americana Taylor Grey pubblica la sua canzone Fallin'featuring Brad Simpson.
- Nel 2018 hanno realizzato un brano musicale chiamato Hope per il film I primitivi.
- Nel 2018 James McVey ha partecipato al reality televisivo I'm a Celebrity... Get Me Out of Here!, che consiste nel sopravvivere in una giungla australiana.

## Videografia
- Can We Dance - 6 Agosto 2013[3]
- Wild Heart - 3 Dicembre 2013[4]
- Last Night - 26 Febbraio 2014[5]
- Somebody To You - 9 Giugno 2014[6]
- Oh Cecilia (Breaking My Heart) - 8 Settembre 2014[7]
- Hurricane - 13 Settembre 2014[8]
- Wake Up - 4 Ottobre 2015[9]
- Cheater - 13 Ottobre 2015
- Stolen Moments (Lyric Video) - 4 Novembre 2015[10]
- Rest Your Love - 26 Novembre 2015[11]
- Kung Fu Fighting - 27 Gennaio 2016[12]
- I Found A Girl - 1 Aprile 2016[13]
- Beliya - 17 Agosto 2016
- All Night - 3 Novembre 2016[14]
- Middle Of The Night - 15 Maggio 2017[15]
- Paper Hearts (Lyric Video) - 15 Luglio 2017[16]
- Staying Up - 8 Settembre 2017[17]
- Personal - 20 Ottobre 2017[18]
- Hair Too Long - 20 Aprile 2018 [19]
- Just My Type - 9 Luglio 2018[20]
- We Don't Care (Lyric Video) - 27 Luglio 2018[21]
- All The Lies - 29 Maggio 2019[22]